# Lametz
Lametz ist eine französische Gemeinde mit 76 Einwohnern (Stand 1. Januar 2022) im Département Ardennes in der Region Grand Est im Kanton Attigny.
Durch den Ort fließt der Ruisseau de Lametz. Im Umfeld von Lametz erstrecken sich mehrere Wälder, so der Bois des Bruyères, Le Grand Bois, Bois de Longwé und der Le Bois Sayen. Im Ort kreuzen sich die Départementsstraßen  28 und 30.

## Bevölkerungsentwicklung
| Jahr                       | 1962 | 1968 | 1975 | 1982 | 1990 | 1999 | 2009 | 2016 |
| Einwohner                  | 112  | 100  | 80   | 75   | 68   | 77   | 81   | 73   |
| Quellen: Cassini und INSEE |      |      |      |      |      |      |      |      |

## Bauwerke
Im Ort befindet sich das aus dem 17. Jahrhundert stammende Schloss Lametz sowie die auf das 12. Jahrhundert zurückgehende romanische Kirche Saint-Nicolas.

## Persönlichkeiten
Die Fürstin von Monaco, Maria Caroline Gibert de Lametz (1793–1879), verbrachte ihre Jugend auf Schloss Lametz.

## Weblinks

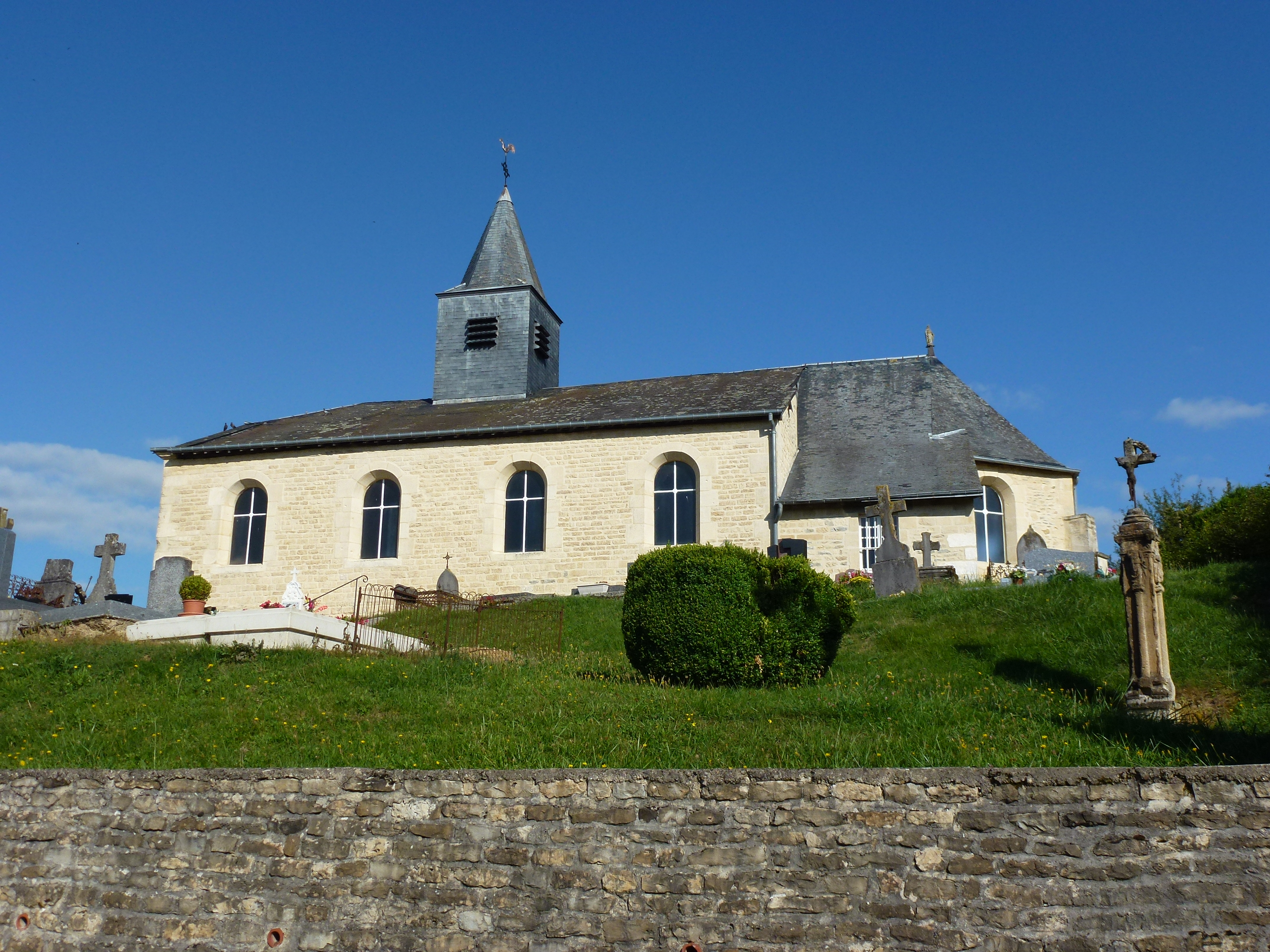
Kirche Saint-Nicolas